# Comté de Jönköping
Le comté de Jönköping (Jönköpings Län en suédois) est un comté suédois situé dans le sud du pays. Il est voisin des comtés de Halland, Västra Götaland, Östergötland, Kalmar et Kronoberg.

## Province historique
Sur le plan géographique, le comté de Jönköping correspond au nord de la province historique de Småland. Les communes d’Habo et Mullsjö, traditionnellement rattachées à la province de Västergötland, furent cédées au moment de la formation du comté de Västra Götaland en 1999 et appartiennent maintenant au comté de Jönköping.
Pour l'histoire, la géographie et la culture, voir Småland

## Administration
Le comté de Jönköping connut plusieurs périodes d’unification avec le comté de Kronoberg jusqu’en 1687.
Les principales missions du conseil d’administration du comté (Länsstyrelse), dirigé par le préfet du comté, sont de satisfaire aux grandes orientations fournies par le Riksdag et le gouvernement, de promouvoir le développement du comté et de fixer des objectifs régionaux.

## Politique
Parmi les principales responsabilités de l’assemblée locale figurent les questions de santé publique et de transport.

## Communes

Les communes du comté de Jönköping.

Le comté de Jönköping est subdivisé en treize communes (Kommuner) au niveau local :
- Aneby
- Eksjö
- Gislaved
- Gnosjö
- Habo
- Jönköping
- Mullsjö
- Nässjö
- Sävsjö
- Tranås
- Vaggeryd
- Värnamo
- Vetlanda

## Villes et localités principales
- Jönköping : 81 372 habitants
- Värnamo : 17 627 habitants
- Nässjö : 16 428 habitants
- Tranås : 14 037 habitants
- Vetlanda : 12 559 habitants
- Gislaved : 10 373 habitants
- Eksjö : 9 725 habitants
- Habo : 6 057 habitants
- Mullsjö : 5 477 habitants
- Anderstorp : 5 116 habitants
- Bankeryd : 6 240 habitants

## Héraldique
Le blason de Jönköping fut officiellement reconnu en 1942. Il est tiré d’une combinaison du blason suédois et de celui de la ville de Jönköping.

## Personnalités liées au comté
- Louise Meijer (née en 1990), femme politique suédoise ;